# Lago Toba
El lago Toba (en indonesio: Danau Toba) es un gran lago de origen volcánico, de 100 km de largo y 30 km de ancho, situado en el centro de la zona septentrional de la isla indonesia de Sumatra. Es el lago más grande de Indonesia y el lago de cráter más grande del mundo.
El lago Toba se formó por una erupción supervolcánica masiva con un Índice de Explosividad Volcánica VEI 8, que se produjo hace 69.000 a 77.000 años, y que provocó un cambio climático significativo. Fue la mayor erupción explosiva conocida en Tierra en los últimos 25 millones de años. De acuerdo con la teoría de la catástrofe de Toba, este evento volcánico tuvo consecuencias globales para las poblaciones humanas y podría haber causado la muerte de la mayoría de los seres humanos que vivieron en esta época, creando un cuello de botella poblacional en el centroeste de África e India, el cual podría haber afectado la composición genética de la población mundial humana hasta el presente. Sin embargo, esta hipótesis no es ampliamente aceptada porque no existe evidencia de que hubo una disminución o extinción de otros animales durante esta época, incluyendo especies que son sensibles a los cambios del entorno. Lo que es ampliamente aceptado es que la erupción de Toba condujo a un invierno volcánico tras una disminución de la temperatura mundial de 3 a 5 °C, y hasta 15 °C en latitudes más altas. Estudios adicionales, que se llevaron a cabo en el lago Malaui en África Oriental, muestran la existencia de depósitos notables de cenizas provenientes de la erupción de Toba, incluso a esa gran distancia, pero existen pocos indicios que apunten a un efecto climático significativo en el este de África.

## Geología

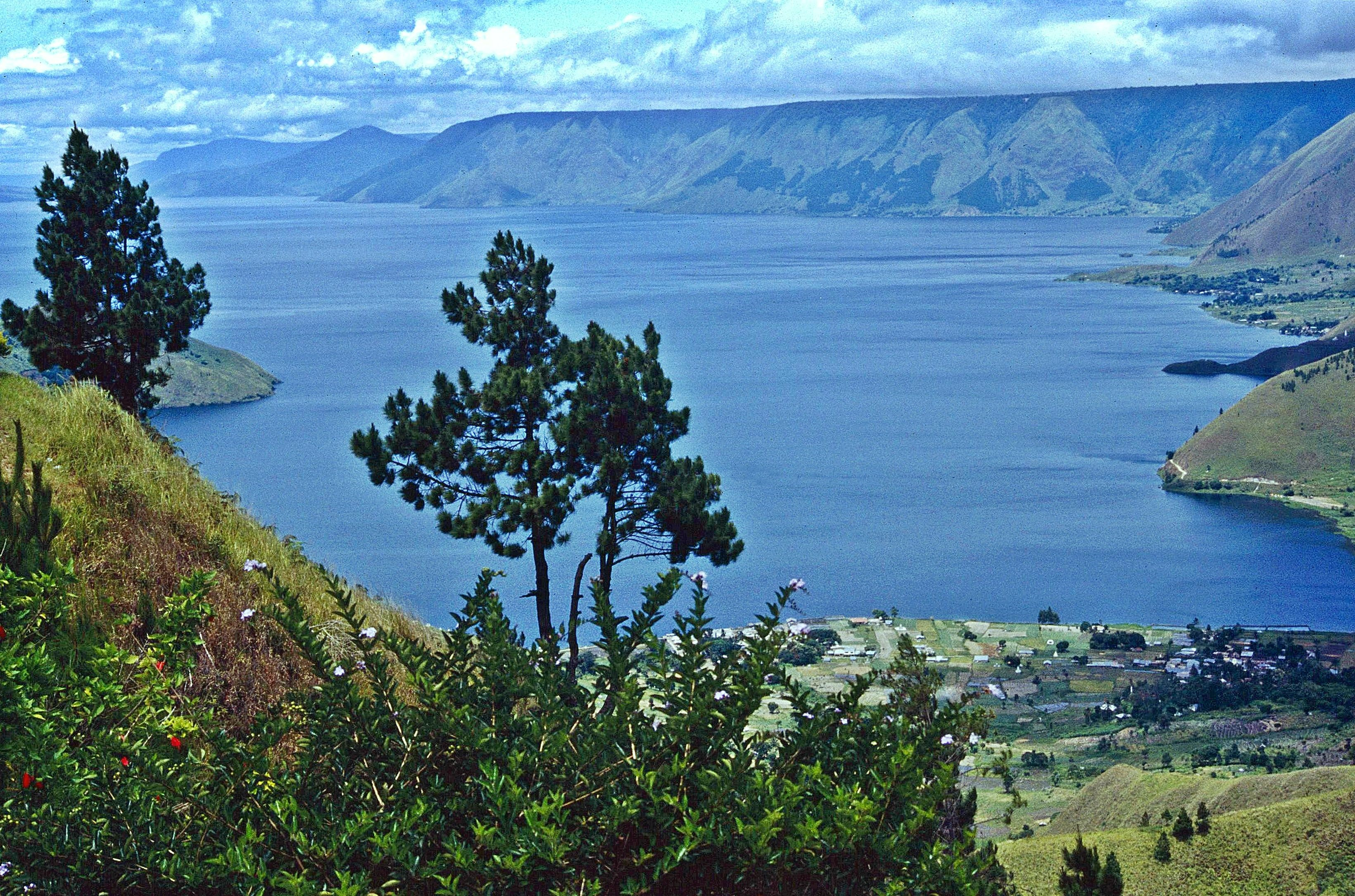
Vista al lago Toba, en la isla de Sumatra

El complejo de la caldera de Toba comprende cuatro cráteres volcánicos superpuestos que se unen al "eje volcánico" de Sumatra. El más reciente de los cuatro mide 100 por 30 km y es la mayor caldera del mundo del Cuaternario; forma la intersección de las tres calderas más antiguas. Se estima que se expulsaron 2800 km³ de material piroclástico equivalente de roca densa, conocido como Toba volcánica, durante una de las más grandes erupciones volcánicas explosivas de la historia geológica reciente. Después de la erupción, se formó un domo resurgente dentro de la nueva caldera, uniendo dos medio domos separados por un graben longitudinal.
Al menos cuatro estratovolcanes son visibles en el lago, así como cuatro conos, y tres cráteres. El cono Tandukbenua, que se encuentra en el extremo noroccidental de la caldera, tiene una vegetación escasa, lo que sugiere una edad temprana de apenas unos cientos de años. El volcán Pusubukit (1971 m s. n. m.), en el límite sur de la caldera, muestra una actividad solfatárica y ha sido declarado un santuario geológico.
El lago Toba se encuentra cerca de la falla de Sumatra, que corre a lo largo de Sumatra. Los volcanes de Sumatra y Java son parte del arco de Sonda, un arco volcánico que se formó como resultado del movimiento hacia el noreste de la placa Indoaustraliana, que se desliza bajo la placa Euroasiática la cual mueve en una dirección este. Esta zona de subducción es muy activa: en el fondo del mar cerca de la costa oeste de Sumatra se han producido varios terremotos muy fuertes desde 1995, incluyendo el terremoto del océano Índico de 2004 con una magnitud de 9,1 Mw y el terremoto de Sumatra de 2005 con una magnitud de 8,7 Mw, cuyos epicentros se localizaron a unos 300 km de Toba.

## Erupción volcánica

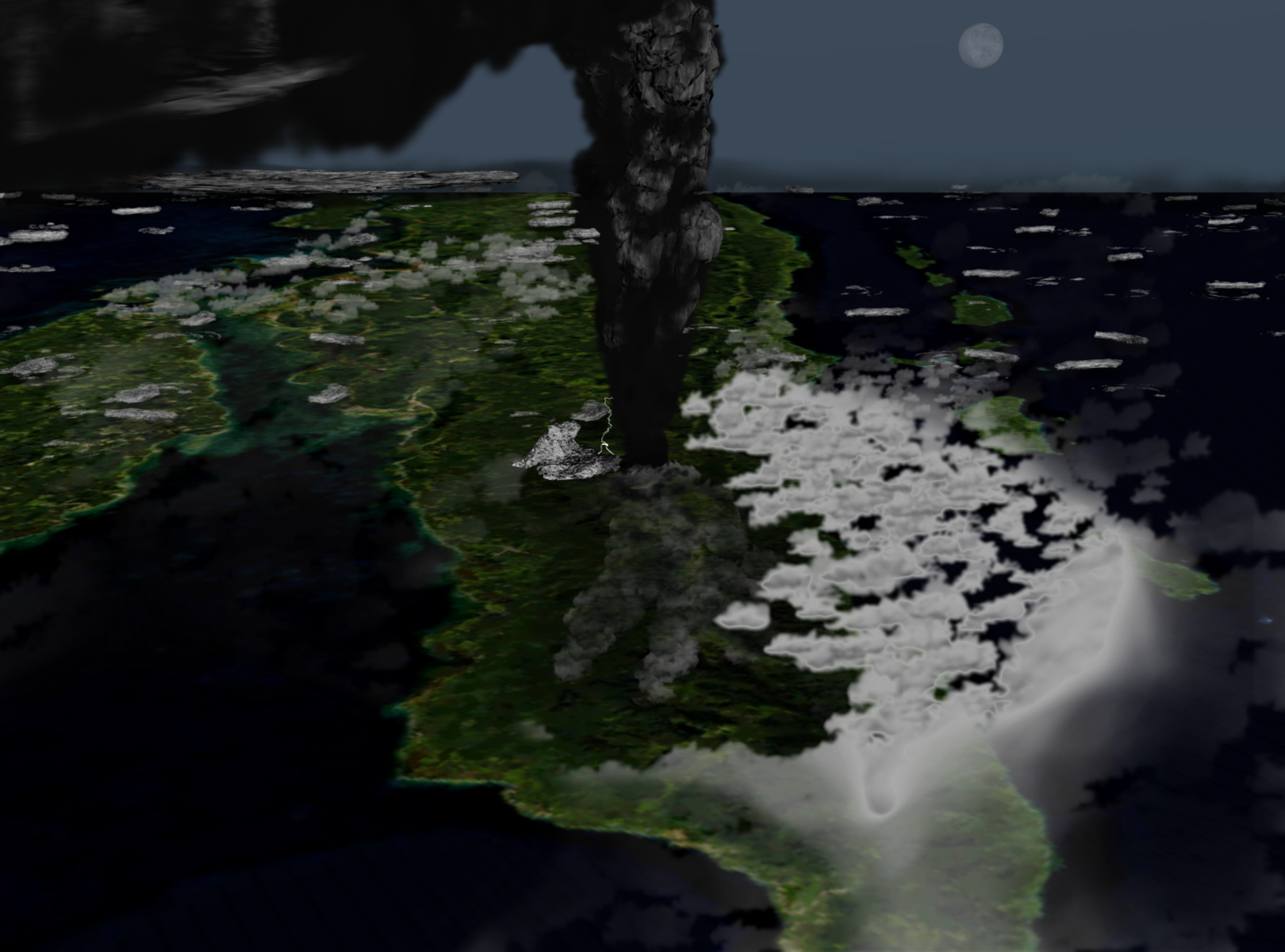
Impresión artística de la erupción del Toba desde el espacio; la flecha que señala al Norte apunta hacia la esquina superior izquierda de la foto.

La erupción del Toba se produjo hace unos 69.500 a 77.500 años en el sitio que hoy es el lago Toba. Fue la última erupción de una serie de al menos tres erupciones que crearon calderas en este mismo lugar, de las cuales las calderas anteriores se formaron hace aproximadamente 700.000 y 840.000 años. Esta última erupción tuvo una magnitud estimada de VEI 8, y es posiblemente la erupción volcánica explosiva más grande en los últimos 25 millones de años.
Los especialistas Bill Rose y Craig Chesner, de la Universidad Tecnológica de Míchigan, estimaron la cantidad total de material erupcionado en unos 2800 km³, de los cuales 2000 km³ correspondían a ignimbritas que fluyeron sobre la superficie, mientras 800 km³ corresponden a cenizas que cayeron en su mayor parte hacia el oeste, debido a la dirección de los vientos. Los flujos piroclásticos de la erupción destruyeron una superficie de 20.000 km², con depósitos de cenizas que llegaron a tener un espesor de 600 m en la cercanía de la chimenea principal.
Durante el evento se expulsó en la atmósfera un volumen de 10 000 toneladas de ácido sulfuroso o 6000 toneladas de dióxido de azufre.
El posterior colapso del volcán formó una caldera que, tras llenarse de agua, creó el lago Toba. La isla, Samosir, en el centro del lago se formó por un domo resurgente.
Aunque se desconoce el año exacto de la erupción, el patrón de depósitos de cenizas sugiere que se produjo durante el verano del hemisferio norte, ya que sólo el monzón de verano podría haber depositado ceniza de Toba en el mar de la China Meridional. La erupción puede haber durado dos semanas, y el consiguiente "invierno volcánico" dio lugar a una disminución de la temperatura global promedio de 3,0 a 3,5 °C durante varios años.
En los núcleos de hielo de Groenlandia se registró una fuerte reducción de los niveles de captura de carbono orgánico. En el sudeste de Asia muy pocas plantas o animales habrían sobrevivido el cambio del entorno, y es posible que la erupción pueda haber causado una mortandad global.
Existe evidencia de estudios de ADN mitocondrial que sugiere que los seres humanos pueden haber pasado por un cuello de botella genético en esta época, el cual redujo la diversidad genética por debajo de lo que se esperaría considerando la edad de la especie. De acuerdo con la teoría de la catástrofe de Toba propuesta por Stanley H. Ambrose de la Universidad de Illinois en Urbana-Champaign en 1998, los efectos de la erupción del Toba pueden haber resultado en una disminución del tamaño de las poblaciones humanas a unas pocas decenas de miles de individuos. Sin embargo, esta hipótesis no es ampliamente aceptada porque no se han observado efectos similares en otras especies animales.

### Actividad reciente
Desde la gran erupción de hace ~70.000 años, han ocurrido varias erupciones de menor magnitud en la caldera de Toba. El pequeño cono de Pusukbukit se formó en el margen suroeste de la caldera, así como domos de lava. La erupción más reciente puede haber ocurrido en Tandukbenua en el extremo noroeste de la caldera, ya que la escasa vegetación podría ser un indicio de una erupción en los últimos siglos.
Algunas partes de la caldera muestran levantamiento debido al relleno parcial de la cámara magmática, el cual causó la emersión de la isla Samosir y la península Uluan por encima de la superficie del lago. Los sedimentos del lago en Samosir muestran que la isla creció al menos 450 m desde la erupción cataclísmica. Este fenómeno de emersión es bastante frecuente en calderas de gran tamaño, aparentemente debido a la presión ascendente del magma subterráneo. Samosir es probablemente la mayor caldera resurgente de la Tierra.
Recientemente se produjeron fuertes terremotos en los alrededores del volcán, por ejemplo en 1987 a lo largo de la orilla sur del lago a una profundidad de 11 kilómetros. También se registraron terremotos similares en 1892, 1916, y 1920/22.

## Población
La mayoría de la población alrededor del lago Toba pertenece a la etnia batak. Las casas tradicionales de los batak se caracterizan por su decoración colorida y sus techos distintivos (que se curvan hacia arriba en cada extremo, como el casco de un barco).

## Flora y fauna
La flora del lago incluye varios tipos de fitoplancton, y plantas acuáticas emergidas, flotantes y sumergidas, mientras que los alrededores del lago se compone de selva tropical, incluyendo bosques de pinos tropicales de Sumatra en las laderas de las montañas más altas.
La fauna del lago incluye varias especies de zooplancton y animales bentónicos. El lago es oligotrófico (pobre en nutrientes) y la ictiofauna nativa es relativamente escasa, y las únicas especies endémicas son Rasbora tobana (en rigor casi endémica, ya que también se encuentra en algunos afluentes que desembocan en el lago) y Neolissochilus thienemanni, localmente conocido como el pez Batak. Esta última especie se ve amenazada por la deforestación (que causa sedimentación), la contaminación, cambios en el nivel del agua y las numerosas especies de peces que se han introducido en el lago.
Otros peces nativos incluyen especies como Aplocheilus panchax, Nemacheilus pfeifferae, Homaloptera gymnogaster, Channa gachua, Channa striata, Clarias batrachus, Barbonymus gonionotus, Barbonymus schwanenfeldii, Danio albolineatus, Osteochilus vittatus, Puntius binotatus, Rasbora jacobsoni, Tor tambra, Betta imbellis, Betta taeniata y Monopterus albus. Entre la multitúd de especies introducidas se encuentran Anabas testudineus, Oreochromis mossambicus, Oreochromis niloticus, Ctenopharyngodon idella, Cyprinus carpio, Osphronemus goramy, Trichogaster pectoralis, Trichopodus trichopterus, Poecilia reticulata y Xiphophorus hellerii.

## Galería

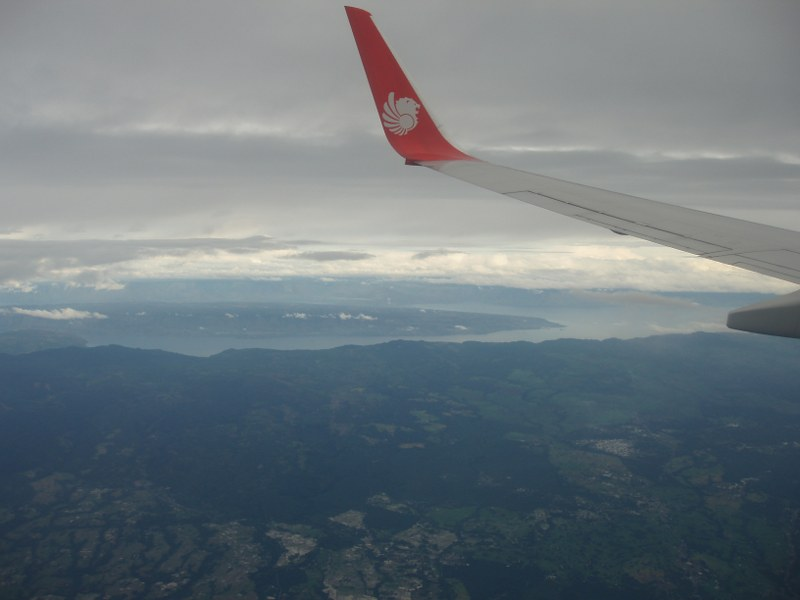
Vista aérea del lago Toba.
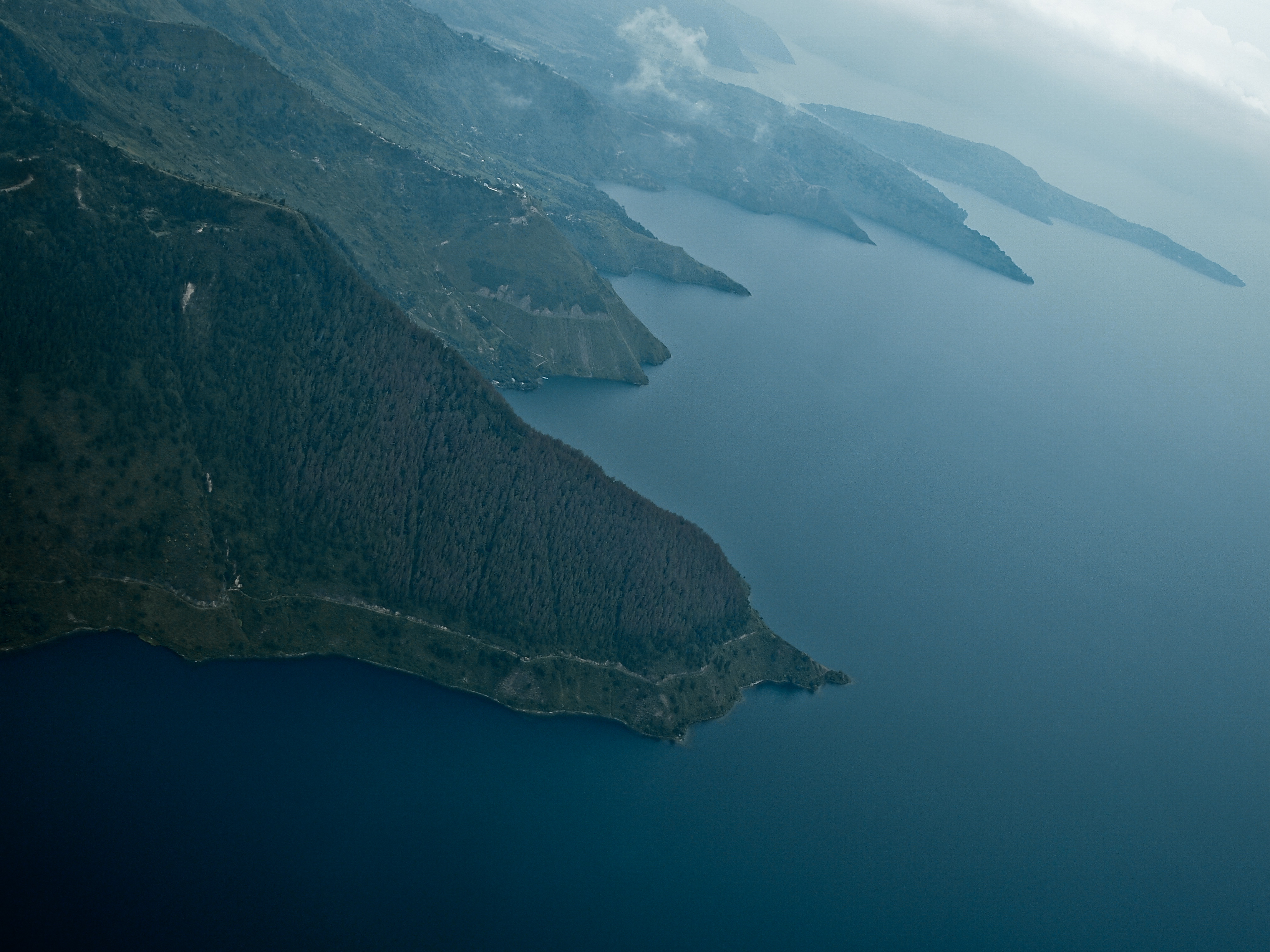
Vista aérea de la orilla sur, con la isla de Sibandang visible en el fondo.
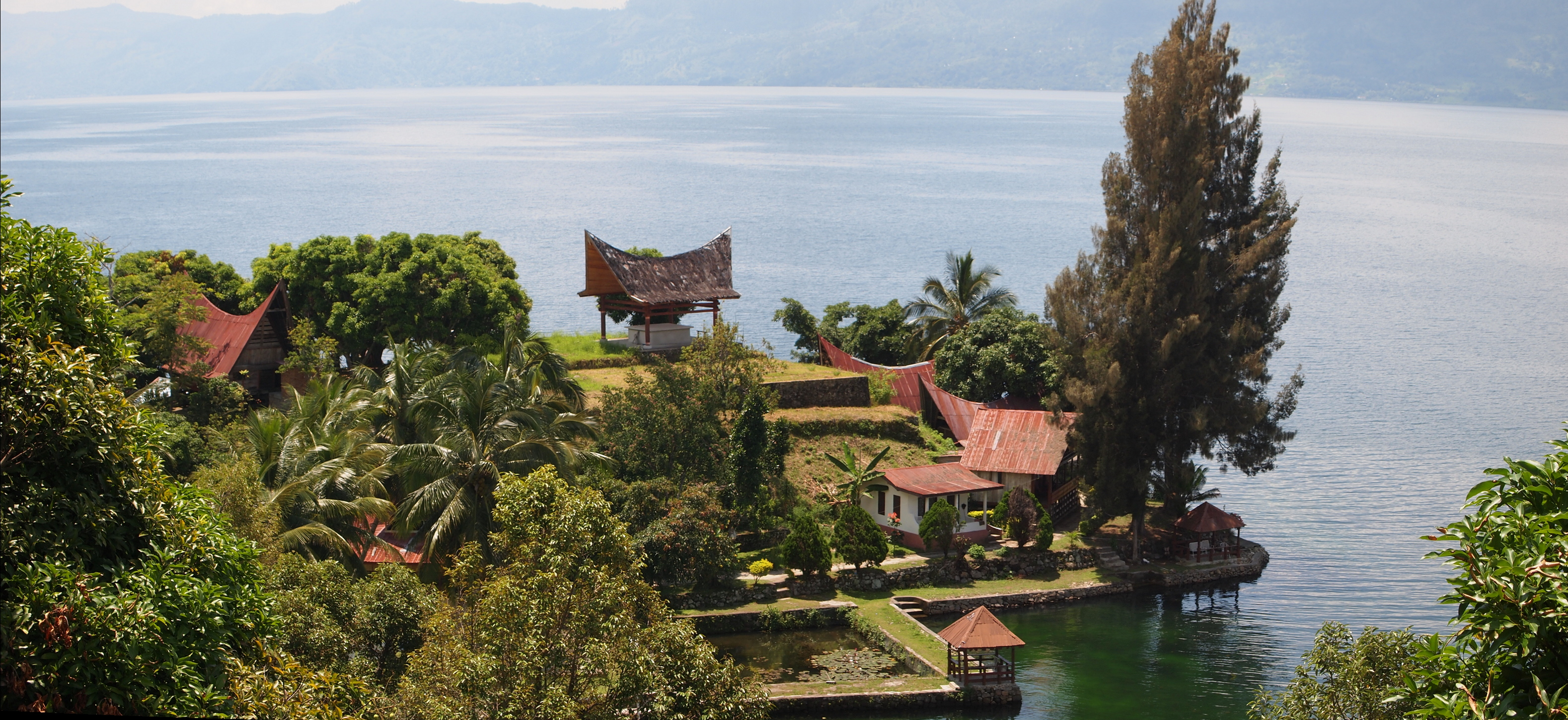
Vista del lago con un ejemplo de la arquitectura Batak en primer plano.
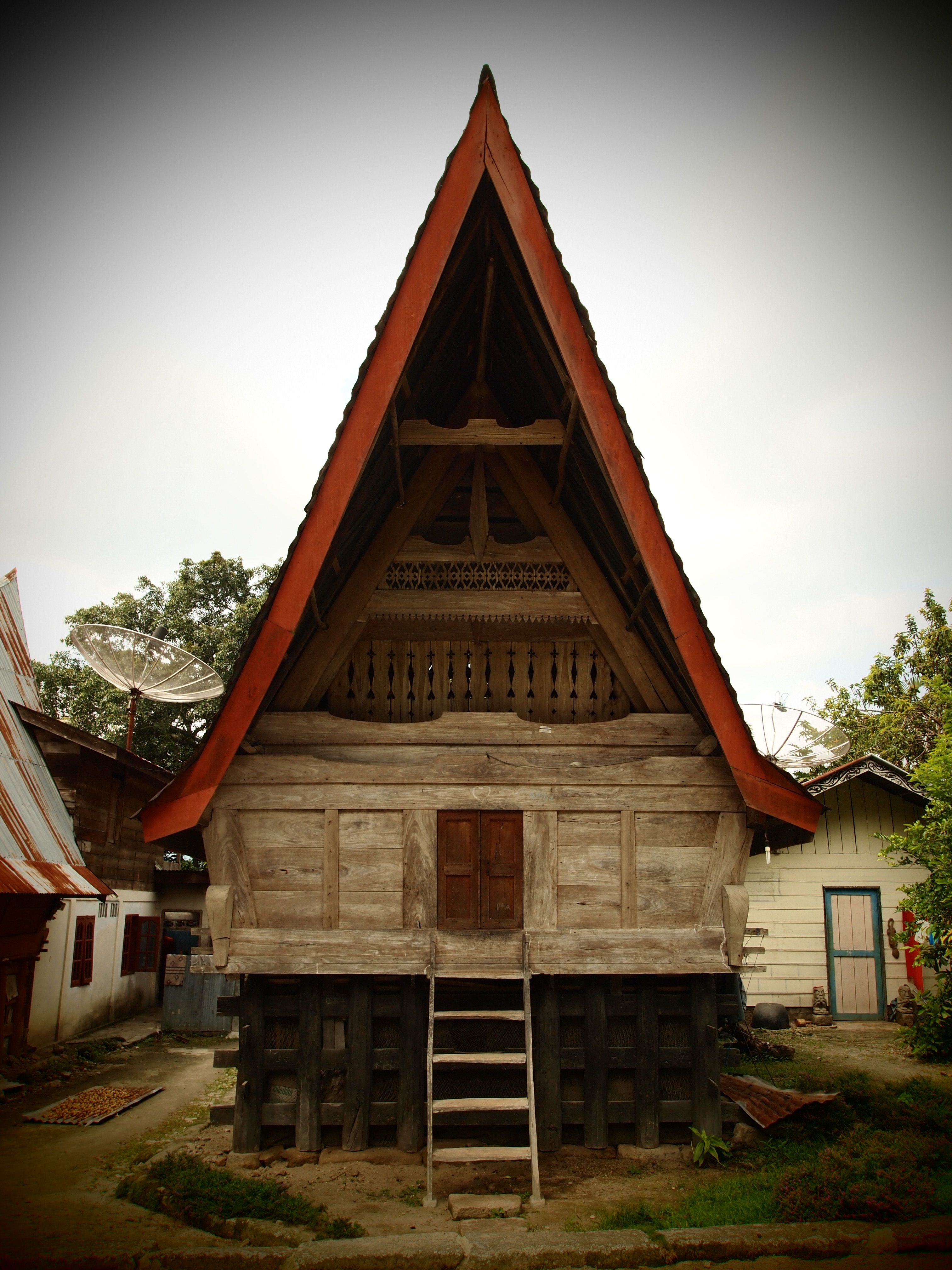
Casa tradicional Batak en Ambarita, Lago Toba.
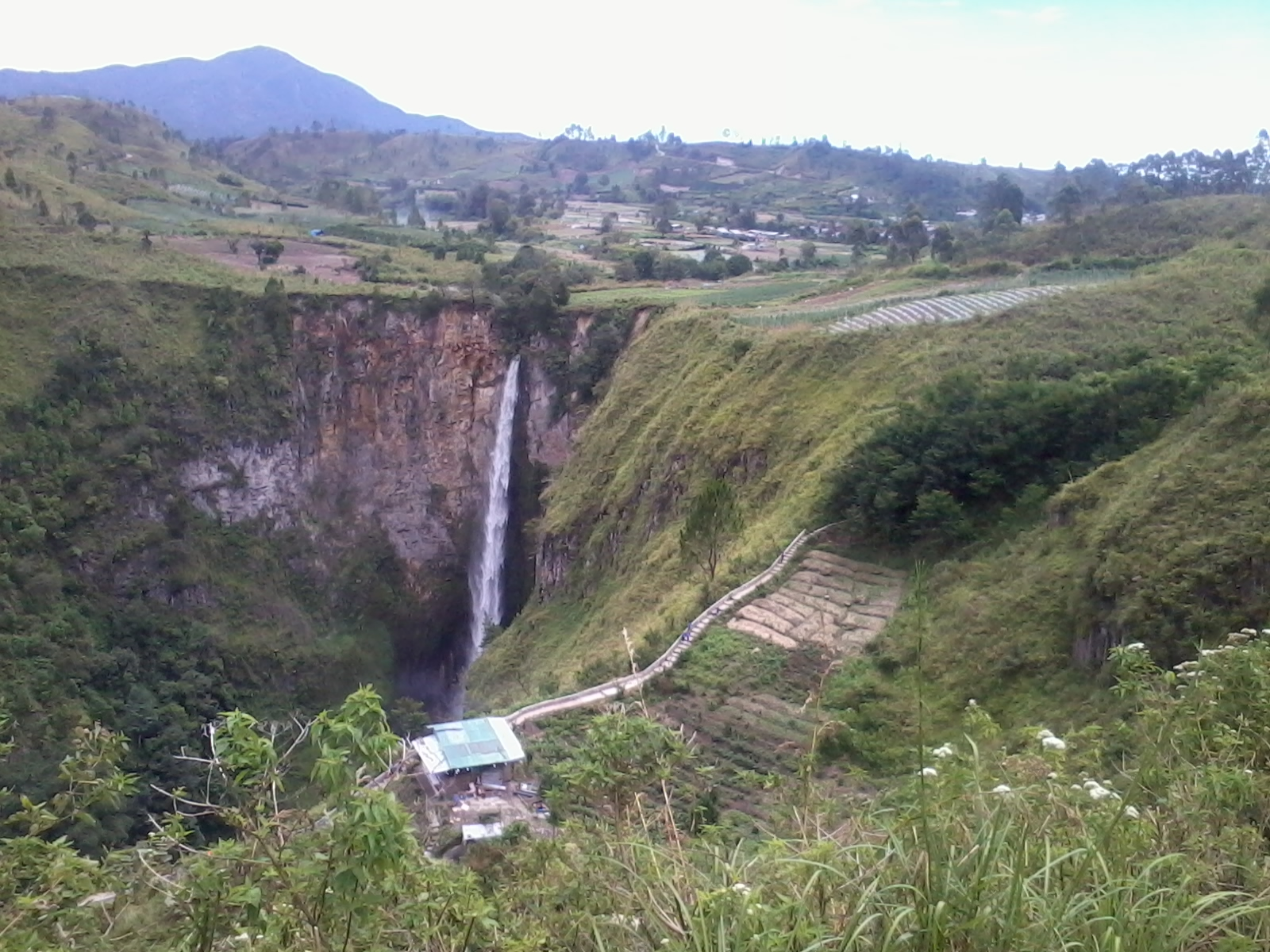
Cascada de Sipiso-Piso.